# Office Open XML
Office Open XML (thường được gọi tắt là OOXML hay Open XML) là một định dạng tập tin thuộc họ XML dùng để lưu những tài liệu điện tử như bức thư, bản báo cáo, sách, bảng tính, biểu đồ, và tường trình. Bộ chương trình Microsoft Office 2007 mặc định lưu tập tin dùng định dạng này. Office Open XML bao gồm nhiều ngôn ngữ đánh dấu đặc biệt thuộc họ XML và gói lại những tập tin XML trong lưu trữ Open Packaging Convention (hợp với định dạng ZIP). Bản đặc tả định dạng bao gồm các giản đồ XML (XML schema) dùng để kiểm chứng cú pháp XML trong một tập tin.
Microsoft phát triển bản đặc tả về Office Open XML để thay thế các định dạng nhị phân cũ của Office, và nó được Ecma International xuất bản là tiêu chuẩn Ecma 376 vào tháng 12 năm 2006. Tổ chức tiêu chuẩn hoá quốc tế đang biểu quyết về việc tiêu chuẩn hóa định dạng này.